# Katedra Wniebowzięcia Najświętszej Maryi Panny w Tbilisi
Katedra Wniebowzięcia Najświętszej Maryi Panny (gruz. თბილისის ღვთისმშობლის ამაღლების კათოლიკური ეკლესია) – katedra rzymskokatolicka w Tbilisi, stolicy Gruzji. Siedziba Adminstratury apostolskiej Kaukazu.

Widoczne na zdjęciu figura Matki Bożej z Dzieciątkiem Jezus i witraże z wizerunkami archaniołów.

## Architektura i wyposażenie
Pośrodku głównej fasady nad wejściem, otoczony wysokimi oknami z  witrażami, wznosi się posąg Maryi Panny z Dzieciątkiem Jezus na rękach. Po obu stronach wejścia znajdują się witraże przedstawiające archanioły. Jeśli chodzi o wystrój wnętrza świątyni, to tam też jest coś do podziwiania: wysokie jasne sufity i ściany są oprawione złotem i pięknie malowane przy ołtarzu. Żyrandole  są dwupoziomowe, schodzące z sufitu na długich łańcuchach.

## Historia
Kościół została wybudowana w roku 1804 dzięki Francescowi Paduelowi – prefektowi miasta, który zwrócił się do Aleksandra I z prośbą o wybudowanie kościoła katolickiego w Tbilisi – miasto było wtedy częścią Imperium Rosyjskiego.
Świątynia została zabudowana dla katolickiej społeczności, która nie miała zbudowanego kościoła do XIX wieku. W 1937 roku sowiecki rząd upaństwowił budynek, jednak powrócił on do użytku dla wiernych w 1999 roku podczas wizyty Jana Pawła II w mieście (89. Podróż apostolska). Ma tytuł katedry jako siedziba Adminstratury apostolskiej Kaukazu.

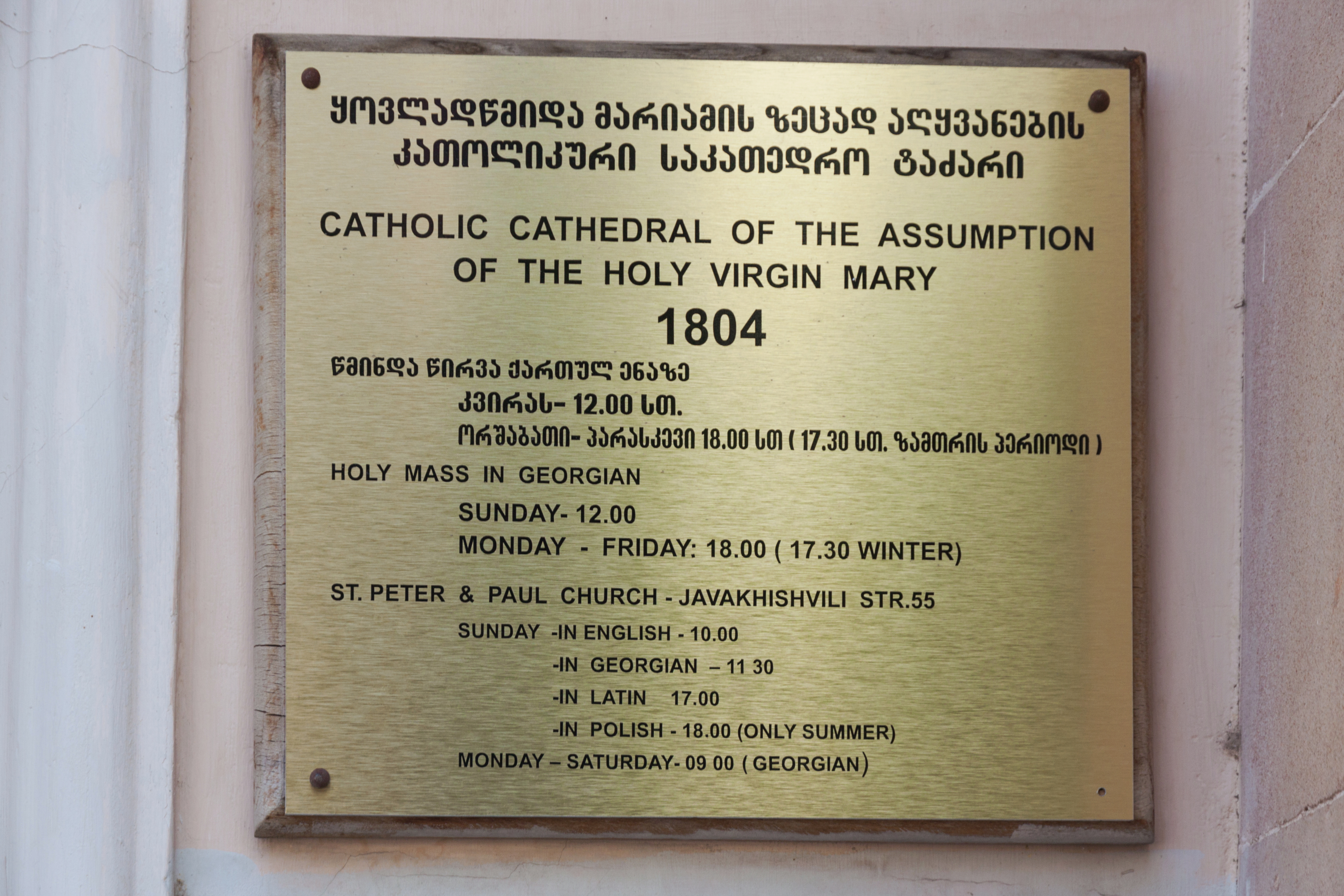
W 2014 i w 2020 roku godziny Mszy te same.

## Msze Święte[5]
| dzień tygodnia      | godzina            | język     |
| ------------------- | ------------------ | --------- |
| poniedziałek-piątek | 18:00 (17:30 zimą) | gruziński |
| niedziela           | 12:00              | gruziński |

## Galeria

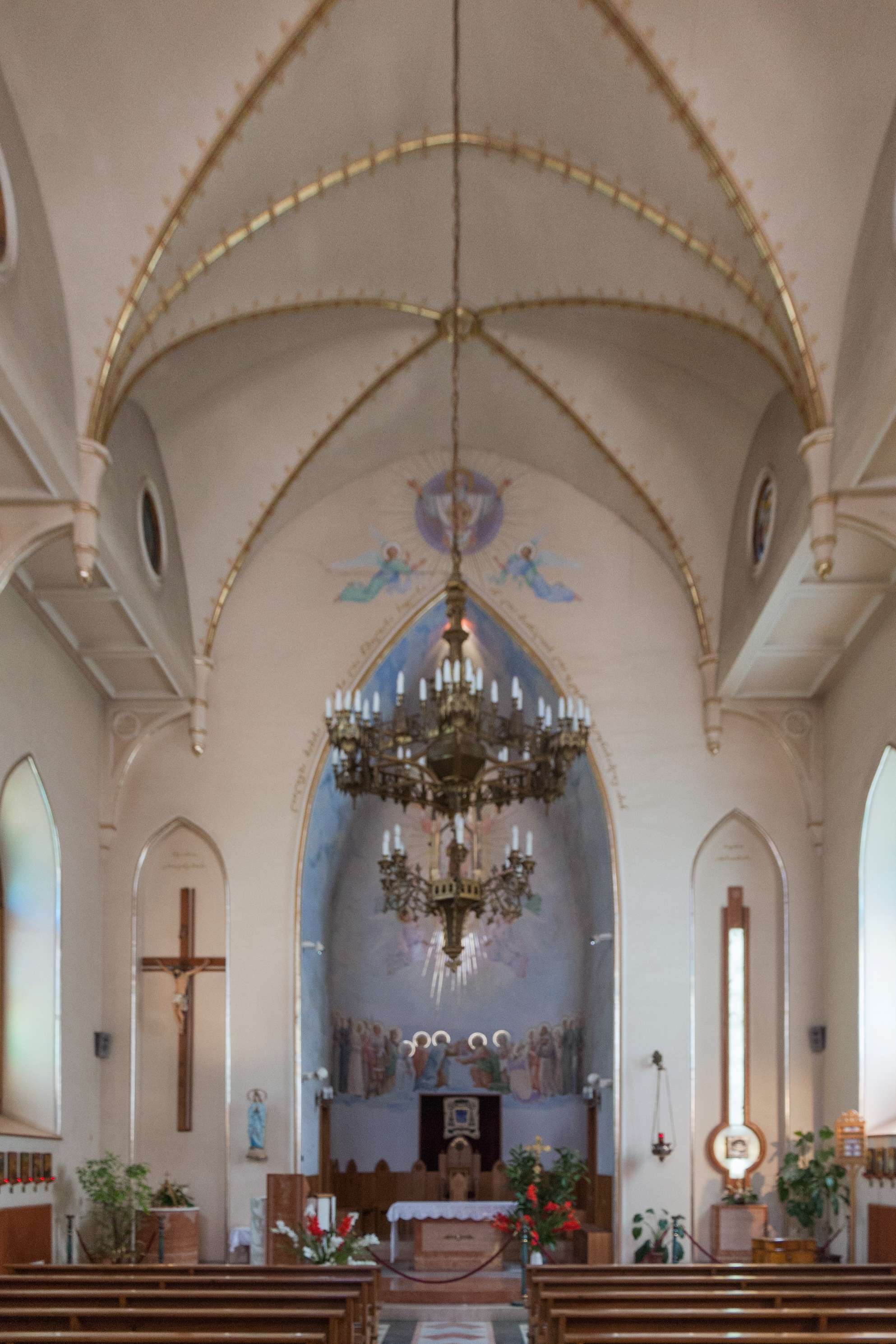
Wnętrze
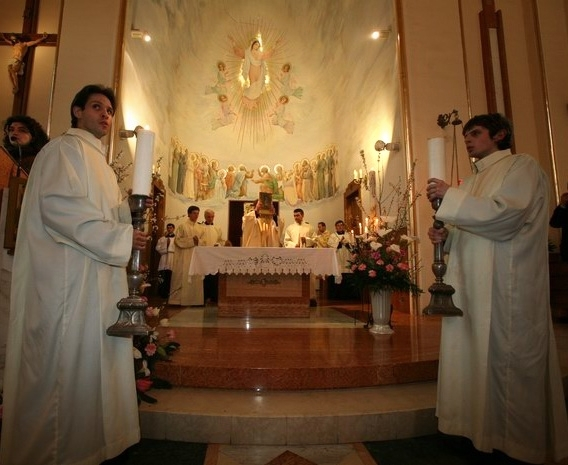
Msza podczas wizyty Lecha Kaczyńskiego w 2007 roku
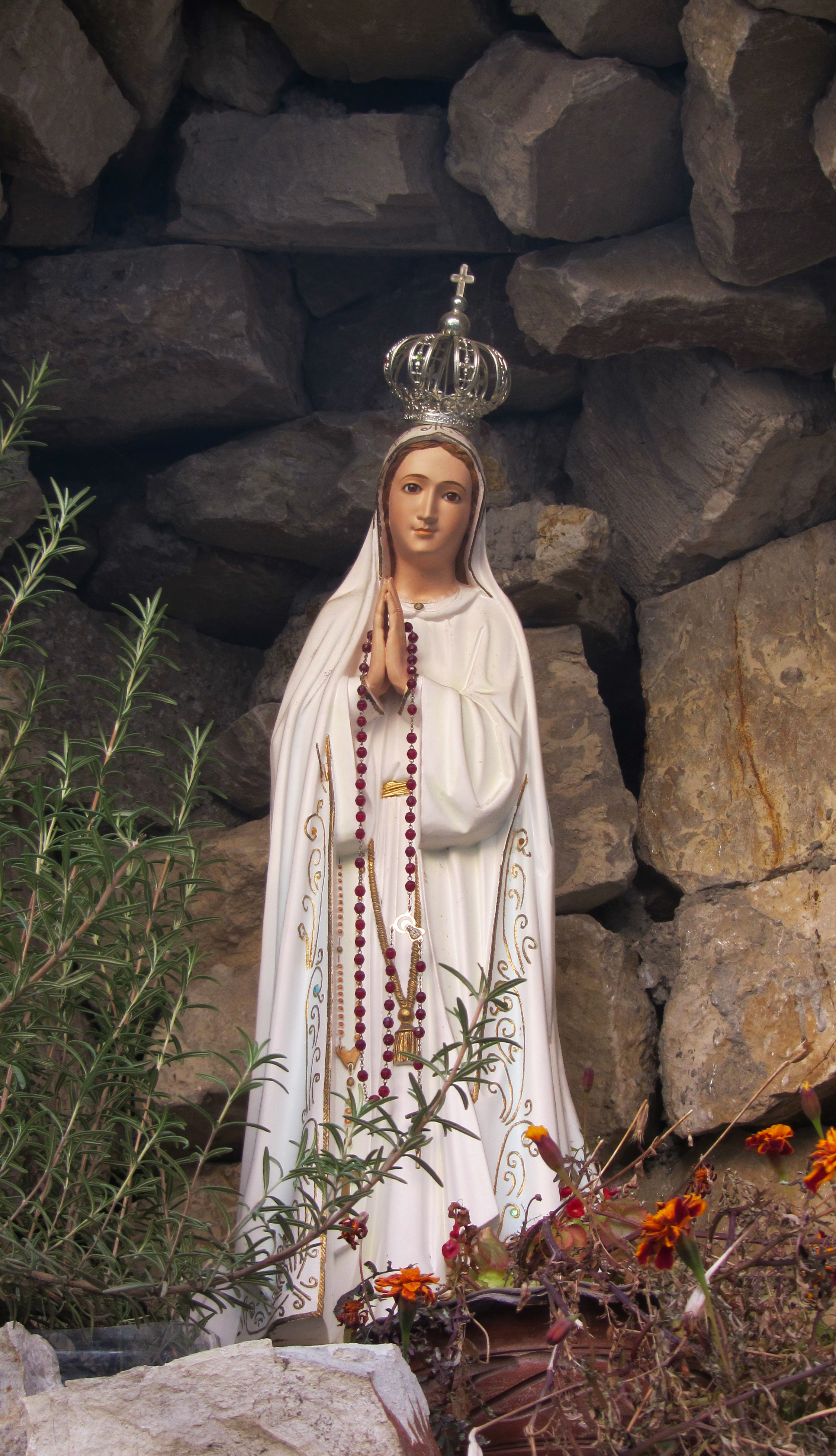
Figura Matki Bożej
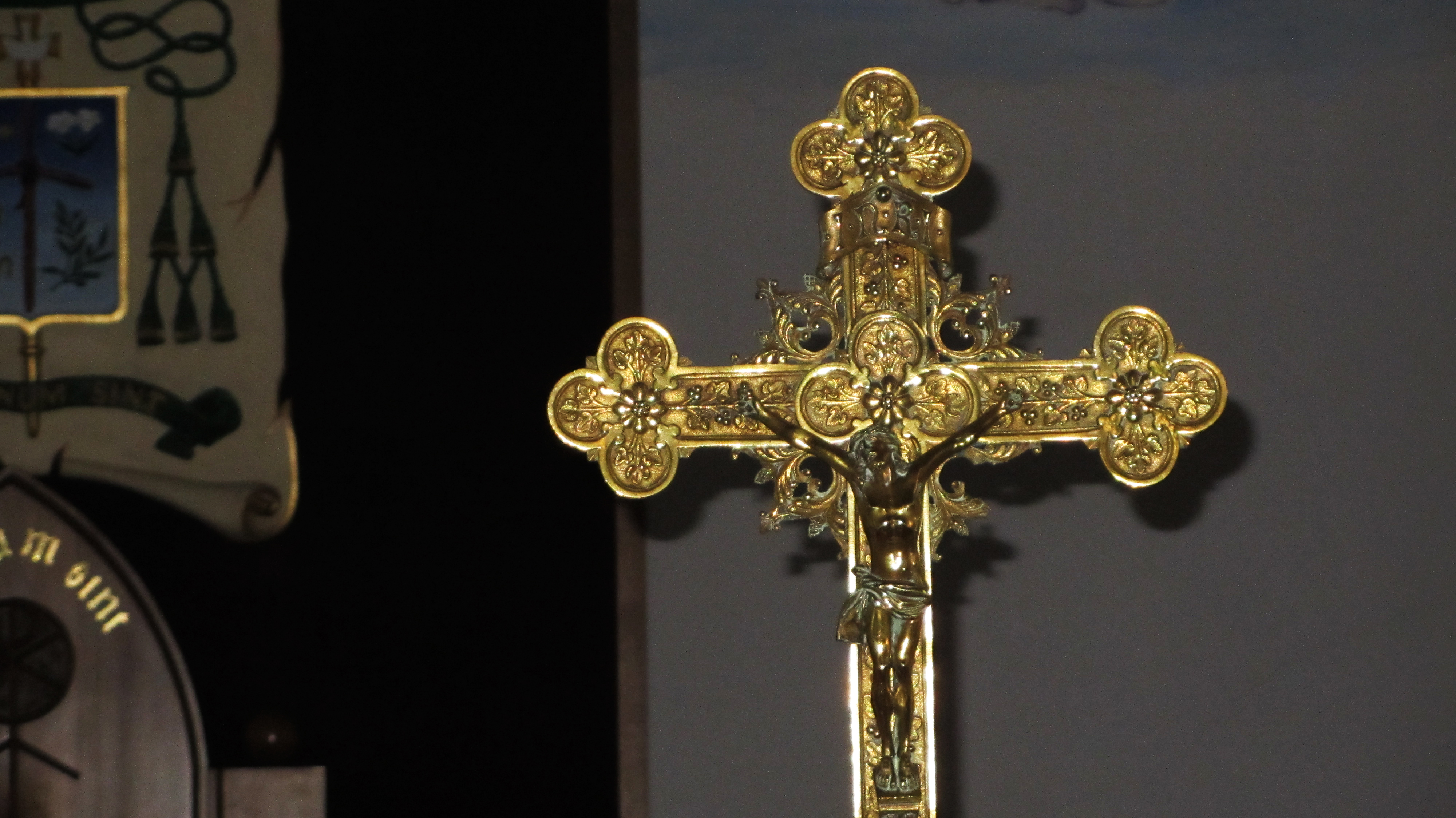
Krzyż